# 320880 Cabu
320880 Cabu è un asteroide della fascia principale. Scoperto nel 2008, presenta un'orbita caratterizzata da un semiasse maggiore pari a 2,6804090 UA e da un'eccentricità di 0,1056604, inclinata di 12,63867° rispetto all'eclittica.